# 10669 Herfordia
10669 Herfordia (1977 FN) là một tiểu hành tinh vành đai chính được phát hiện ngày 16 tháng 3 năm 1977 bởi H.-E. Schuster ở Đài thiên văn Nam Âu. Nó được đặt theo tên the German town thuộc Herford.